# Poecilocloeus edentatus
Poecilocloeus edentatus är en insektsart som beskrevs av Marius Descamps 1976. Poecilocloeus edentatus ingår i släktet Poecilocloeus och familjen gräshoppor. Inga underarter finns listade i Catalogue of Life.